# Willow (film)

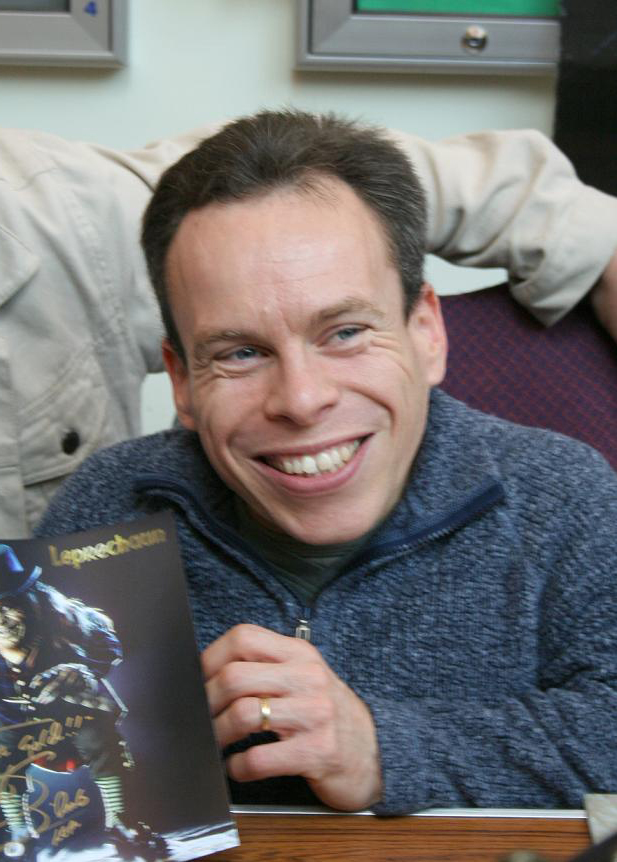
Warwick Davis, odtwórca tytułowej roli. Zdjęcie z 2006 r.

Willow – amerykański film fabularny fantasy z 1988 roku w reżyserii Rona Howarda.

## Fabuła
Akcja filmu rozpoczyna się od momentu narodzin dziewczynki Elory Danan. Według przepowiedni po narodzinach dziewczynki ma upaść zła królowa Bavmorda, dlatego też więzi ona wszystkie kobiety w ciąży w lochach swej twierdzy Nockmaar. Kiedy na podstawie znamienia córka złej królowej wojowniczka Sorsha odkrywa, że Elora jest tym dzieckiem, o którym mówi przepowiednia, idzie zawiadomić matkę o narodzinach. Pod nieobecność Sorshy matka dziecka prosi o pomoc położną, aby ta wyniosła dziecko i uchroniła je od śmierci. Przestraszona położna wyraża ostatecznie zgodę i wynosi dziecię poza zamek. Bavmorda wysyła w pogoń żołnierzy pod wodzą Sorshy i okrutnego wojownika generała Kaela oraz bestie pościgowe. Ścigana kobieta umieszcza dziecko w koszu i puszcza je z prądem rzeki. Niestety położna nie uchodzi z życiem, gdyż zostaje zagryziona przez potwory. Dziewczynka trafia do kraju zamieszkiwanego przez karły Nelwyns i zostaje znaleziona przez dzieci rolnika Willowa Ufgooda marzącego o zostaniu czarodziejem.
Następnego dnia odbywa się święto, podczas którego ma zostać wybrany jeden mieszkaniec, aby mógł uczyć się magii. Podczas uroczystości potwory atakują wioskę. Rada wioski odkrywa, że przyczyną ataku jest Elora i nakazuje Willowowi i kilku innym mieszkańcom odstawić ją do świata ludzi. Pierwszym człowiekiem, jakiego spotykają jest dumny wojownik (dawny rycerz z królestwa Galladoornu podbitego niedawno przez Bavmordę) Madmartigan uwięziony w klatce. W zamian za uwolnienie wojownik zgadza się zaopiekować dzieckiem. Później spotykają wycofującą się armię królestwa Galladoorn pod wodzą starego przyjaciela Madmartigana Airka Thaughbaera. Willow w drodze do domu zostaje zatrzymany przez skrzaty, które także porwały dziecko Madmartiganowi. Willow zostaje zaprowadzony do królowej lasu Cherlindrei, która mówi mu, że został wybrany na opiekuna Elory. Następnie daje Willowi swoją magiczną różdżkę i zleca mu znalezienie czarodziejki Razieli Fin z pomocą 2 skrzatów: Franjeana i Roola. Po drodze, ponownie spotykają Madmartigana, który przebrawszy się za kobietę pozwala wszystkim uciec z rąk żołnierzy Kaela.
Willow odnajduje Razielę, ale okazuje się, że czarodziejka została przemieniona w piżmoszczura przez Bavmordę. Wkrótce Sorsha chwyta wszystkich i zaczyna prowadzić ich w długą drogę do Nockmaar. Na postoju w górach Willow próbuje użyć magii, aby przemienić Razielę w człowieka, ale przekształca ją tylko w gawrona. Franjean i Rool chcąc spowodować zamieszanie, aby wszyscy mogli uciec, posypują przypadkowo Madmartigana pyłem miłości. Przy uwalnianiu dziecka rycerz widząc Sorshę zakochuje się w niej i wyznaje jej miłość. Następnie wraz z Willowem, dzieckiem i skrzatami ucieka. Podczas tej ucieczki proszek przestaje działać. Kiedy żołnierze odnajdują uciekinierów, Madmartigan porywa Sorshę i wykorzystując ją jako zakładniczkę ratuje wszystkich. Podczas dalszej ucieczki Madmartigan ujawnia Sorshy, że wyznając jej miłość nie był sobą, ale później oboje się w sobie zakochują. Wojowniczka jednak nie ujawnia swych uczuć i ostatecznie wraca do swoich żołnierzy.
Grupa przybywa do zamku Tir Asleen, którego władcą kiedyś był ojciec Sorshy zabity później przez Bavmordę (która także przekształciła mieszkańców zamku w lód). Madmartigan, przygotowuje się do walki, podczas gdy Willow znowu próbując przywrócić ludzką postać Razieli przemienia ją w kozła. Kiedy Kael atakuje zamek, Madmartigan każe Willowowi schronić się z dzieckiem w wieży a sam zaczyna walkę.  Willow po drodze napotyka kilka trolli, które chcą porwać mu dziewczynkę. Willow próbując walczyć z nimi magią zamienia jednego z nich w ogromnego dwugłowego smoka Eborsiska, który zaczyna atakować wszystkich. W czasie walki Madmartigan zabija smoka, ale Kaelowi udaje się porwać Elorę. W międzyczasie na zamek dociera Sorsha myśląca o Madmartiganie i ojcu. Wojowniczka ostatecznie ujawnia rycerzowi swoją miłość i oboje razem zaczynają walczyć z żołnierzami jej matki.  Na szczęście dla nich resztki armii Galladoornu przybywają na miejsce i wybijają żołnierzy Bavmordy, ale Kael zabiera Elorę do Nockmaar.
Bohaterowie i armia Galladornu rozbijają obóz pod Nockmaar, przygotowując się do ataku na zamek w celu ratowania Elory. Bavmorda przemienia prawie wszystkich (w tym Sorshę) w świnie, ale Raziel wcześniej uczy Willowa jak uchronić się od zaklęcia. Willow w końcu przemienia Razielę w człowieka, a czarodziejka jest w stanie przemienić wszystkich z powrotem w ludzi. Podczas narady okazuje się, że Nockmaar jest za trudny do zdobycia, ale Willow proponuje podstęp. Rano Raziela i Willow prowokują armię Nockmaaru do próby ich schwytania. Podczas tej próby żołnierze w rzekomo opuszczonym obozie zostają zaatakowani przez wojowników Airka, a uciekając do zamku zostawiają otwartą bramę.
Podczas gdy Madmartigan i Airk na czele żołnierzy walczą z wojownikami Kaela, Willow, Raziel i Sorsha biegną na główną wieżę próbując znaleźć Elorę. Odnajdują Bavmordę rozpoczynającą zły rytuał, który ma przenieść ciało i ducha Elory w niebyt. Na podwórzu Kael zabija Airka, ale po długiej walce sam zostaje zabity przez Madmartigana. Sorsha chce powstrzymać Bavmordę, ale ta próbuje zabić córkę, którą w ostatniej chwili ratuje Raziela. Po długiej walce z użyciem magii pomiędzy Razielą i Bavmordą, zła królowa zyskuje przewagę, ale Willow wykorzystując znaną sobie sztuczkę ratuje Elorę i powoduje, że to Bavmorda staje się ofiarą swego rytuału.
Madmartigan i Sorsha pobierają się, a następnie zostają władcami Tir Asleen. Willow pozostawia dziecko pod ich opieką jako ich przybraną córkę, a potem wraca do domu do ukochanej rodziny. Na pożegnanie dostaje od Razieli w prezencie Księgę Czarów, aby mógł rozwinąć swoje zdolności magiczne.

## Obsada
| Obsada polskiego dubbingu: |
| - Antoni Scardina – Willow Ufgood - Karol Dziuba – Madmartigan - Michalina Robakiewicz – Sorsha - Anna Korcz – królowa Bavmorda - Katarzyna Skolimowska – Fin Raziela - Stefan Knothe – Najwyższy Aldwin - Artur Janusiak – generał Kael - Norbert Kaczorowski – Airk Thaughbaer - Dawid Dziarkowski – Meegosh - Łukasz Lewandowski – Burglekutt - Bartosz Obuchowicz – Vohnkar - Jarosław Boberek – Franjean - Jarosław Domin – Rool |

- Warwick Davis jako Willow Ufgood
- Val Kilmer jako Madmartigan
- Joanne Whalley jako Sorsha
- Jean Marsh jako królowa Bavmorda
- Patricia Hayes jako Fin Raziela
- Billy Barty jako Najwyższy Aldwin
- Pat Roach jako generał Kael
- Gavan O’Herlihy jako Airk Thaughbaer
- David Steinberg jako Meegosh
- Mark Northover jako Burglekutt
- Phil Fondacaro jako Vohnkar
- Rick Overton jako Franjean
- Kevin Pollak jako Rool

## Nagrody
Nominacje w 1989
- Oscar najlepsze efekty specjalne
- Oscar najlepszy montaż dźwięku
- Złota Malina najgorszy scenariusz
- Billy Barty - Złota Malina najgorszy aktor drugoplanowy

Nagrody w 1990:
- Saturn najlepsze kostiumy

Nominacje w 1990
- Saturn najlepsze efekty specjalne
- Jean Marsh - Saturn najlepsza aktorka drugoplanowa
- Warwick Davis - Saturn
- Saturn najlepszy film fantasy

## Adaptacje książkowe, komiksowe i kontynuacje
- Willow Wayland Drew, na podstawie scenariusza Boba Dolmana, 1988 Ballantine Books (USA), Sphere Books Ltd (UK)
- Willow Joan D. Vinge, na podstawie filmu, 1988 Piper, Pan Books Ltd.
- Willow komiks na podstawie filmu, 3 części, 1988 Marvel
- Shadow Moon kontynuacja, George Lucas, Chris Claremont, 1995 Bantam Press
- Shadow Dawn kontynuacja, Chris Claremont, George Lucas, 1997 Bantam Press
- Shadow Star kontynuacja, Chris Claremont, George Lucas, 1999 Bantam Books